# Fievel Is Glauque
Fievel Is Glauque — джаз-поп дует, що складається з мультиінструменталіста Зака Філіпса (Zach Phillips) та співачки Ма Клеман (Ma Clément), які проживають у Нью-Йорку та Брюсселі відповідно.
У записі альбомів гурту брали участь різні музиканти, зокрема, Рафаель Демаретс (Raphaël Desmarets), Андре Сакалшот (André Sacalxot), Елеонора Кеніс (Eléonore Kenis), Гаспар Сік (Gaspard Sicx) і Анатоль Дам’єн (Anatole Damien).

## Історія
Співзасновники гурту, Філліпс і Клеман, познайомилися випадково в Брюсселі у 2018 році через спільного друга. Філліпс поранився об металевий стрижень, а Клеман допомагала надавати першу допомогу, оскільки здобула освіту медсестри.
Назва гурту вигадала саксофоністка, яка спочатку співпрацювала з гуртом, Елеонора Кеніс. Fievel — це ім'я героя фільму «Американський хвіст», Фівель Мускевіц (Fievel Mouskewitz); Glauque — це французьке слово, що означає синьо-зелений (як «блакитний»). Або, метафорично, занедбаний, огидний або недолугий.
Гурт випустив свій перший альбом, God's Trashmen Sent to Right the Mess, у січні 2021 року. Альбом був записаний наживо на касету в монофонічному режимі протягом серії сесій, з різним складом музикантів для кожного треку.
Їхній наступний реліз, мініальбом Aérodynes, вийшов у квітні 2022 року та був записаний на плівку за допомогою зведення. 
У жовтні 2022 року, у вибрані дати, гурт відкривав концерти гурту Stereolab у турі на підтримку свого майбутнього альбому, Flaming Swords. У записі альбому Flaming Swords брали участь запрошені музиканти, зокрема Рафаель Десмарет (Raphaël Desmarets), Анатоль Дам’єн (Anatole Damien), Йоганнес Еймермахер (Johannes Eimermacher), Ерік Кінні (Eric Kinny), Зарк Філіпс (Zarch Phillips) та Гаспар Сікс (Gaspard Sicx), альбом було записано наживо на плівку протягом однієї ночі в Брюсселі.
У серпні 2023 року вони випустили сингл «I'm Scanning Things I Can't See»/«Dark Dancing» на лейблі Fat Possum. Сингл записаний за допомогою старовинного касетного магнітофона Tascam і має домашню якість lo-fi.

## Стиль
NPR описали музику гурту Fievel is Glauque як «джазовий, психоделічний поп», а Pitchfork описали музику гурту як експериментальний джаз.
Майлз Боу (Miles Bowe) з Bandcamp описав звучання гурту як «складний [зплав] джазу, попмузики та популярної музики».
Їхній другий альбом, Flaming Swords, являв собою еволюцію lo-fi звуку першого альбому God's Trashmen Sent to Right the Mess із більш складним і багатим аранжуванням.
Тексти пісень гурту написані англійською та французькою мовами.

### Вплив
Ма Клеман назвала свій улюблений альбом — це Blue Bell Knoll гурту Cocteau Twins. Вокалістки, якими вона захоплювалася — це Вітні Г’юстон і Бьорк.
Зак Філліпс назвав виконавців, які вплинули на його творчість — Махер Шалал Хаш Баз (Maher Shalal Hash Baz), Роял Трукс (Royal Trux), Аннет Пікок (Annette Peacock), MF Doom і Деніел Джонстон (Daniel Johnston).
Він також заявив, що захоплювався піаністками Мал Волдрон (Mal Waldron) і Карла Блі (Carla Bley). А також назвав інших натхненників: Квентін Мур (Quentin Moore), Курт Вайсман (Kurt Weisman), Рут Гарбус (Ruth Garbus) і Раян Пауер (Ryan Power), а також різноманітні художники, письменники й філософи, у тому числі Крістофер Форг (Christopher Forgue) та Жак Лакан (Jacques Lacan).

## Дискографія

### Альбоми
- God's Trashmen Sent to Right the Mess (2021)
- Flaming Swords (Math Interactive, 2022)[12]

### Мініальбоми
- Aérodynes (2022)[6]

### Сингли
- Clues Not to Read[13]
- Save the Phenomenon[14]
- I'm Scanning Things I Can't See/Dark Dancing[3]